# Sigmund Weinberg
Sigmund Weinberg (n. 1868, România – d. 1954, România) a fost un evreu româno-polonez considerat primul regizor de film otoman/turc, producător de film și scenarist; un pionier al cinematografiei turce.
Primul film prezentat în Turcia a avut loc în Palatul Yıldız, Istanbul, în 1896, o proiecție realizată de Sigmund Weinberg a filmului din 1895 al fraților Lumière, Intrarea unui tren în gara din La Ciotat. În 1897 au urmat spectacole publice ale lui Sigmund Weinberg în districtele Beyoğlu și Șehzadebașı. Weinberg era deja o figură proeminentă la acea vreme, cunoscut mai ales ca reprezentant al unor companii străine, cum ar fi Pathé, pentru care a vândut gramofoane înainte de a intra în afacerea cu filme. Unele surse sugerează că a fost și fotograf,  datorită faptului că a fost unul dintre reprezentanții unor companii străine precum Kodak. 
A scris și regizat filmele turcești Himmet Ağa'nın İzdivacı (produs: 1914, proiectat: 1918) și Leblebici Horhor Ağa (1916) și a produs filmul Ayastefanos'taki Rus Abidesinin Yıkılıșı (Demolarea monumentului rus din San Stefano, 1914), acesta e primul film turcesc, un documentar regizat de Fuat Uzkınay în 1914, care înfățișează distrugerea unui monument rus ridicat la sfârșitul războiului ruso-turc din 1877-1878 la Yeșilköy (cunoscut atunci ca „San Stefano”) în urma intrării Turciei în Primul Război Mondial.